# Supercopa do Chile de Futebol de 2018
A Supercopa do Chile de 2018, também conhecida como Súper Copa MG 2018 por conta do patrocínio, foi a 6ª edição desta competição, uma partida anual organizada pela Asociación Nacional de Fútbol Profesional (ANFP) na qual se enfrentaram Colo-Colo campeão da Primeira Divisão do Campeonato Chileno de 2017 e Santiago Wanderers campeão da Copa do Chile de 2017. A partida foi realizada em 26 de janeiro de 2018 no Estádio Nacional em Santiago no Chile. Colo-Colo venceu a partida por 3–0 e faturou sua segunda taça.

## Participantes
Os times participantes foram Colo-Colo e Santiago Wanderers, campeões da Primeira Divisão do Campeonato Chileno de 2017 e Copa do Chile da temporada de 2017, respectivamente.
| Clube              | Classificação                                             | Participações anteriores |
| ------------------ | --------------------------------------------------------- | ------------------------ |
| Colo-Colo          | Campeão da Primeira Divisão do Campeonato Chileno de 2017 | 1 (2017)                 |
| Santiago Wanderers | Campeão da Copa do Chile de 2017                          | nenhuma                  |

* Em negrito os anos em que foi campeão.

## Partida
| 26 de janeiro de 2018 | Colo-Colo                            | 3 – 0  | Santiago Wanderers | Santiago                                                                            |  |
| 19:00 (UTC−3)         | - Opazo 28' - Véjar 38' - Valdés 44' | Súmula |                    | Estádio: Estádio Nacional Público: 25 000 espectadores Árbitro: CHI César Deischler |  |

| Colo-Colo | Santiago Wanderers |

## Premiação
| Supercopa do Chile de 2018     |
| ------------------------------ |
| Colo-Colo Campeão (2.º título) |